# Троицкий, Александр Фёдорович
Александр Фёдорович Троицкий (29 июля 1925, Огрызково, Ярославская губерния — 4 марта 2014, Ермаково, Ярославская область) — советский хозяйственный, государственный и политический деятель, Герой Социалистического Труда.

## Биография
Родился в 1925 году в деревне Огрызково (ныне — Ключевая в Любимском районе Ярославской области). Член КПСС с 1944 года.
Участник Великой Отечественной войны. С 1946 года — на хозяйственной, общественной и политической работе. В 1946—2005 гг. — избач, председатель Ермаковского сельсовета, председатель колхоза «Красный Октябрь» Любимского района Ярославской области, председатель Ермаковского сельского совета ветеранов войны и труда.
Указом Президиума Верховного Совета СССР от 5 декабря 1985 года присвоено звание Героя Социалистического Труда с вручением ордена Ленина и золотой медали «Серп и Молот».
Избирался депутатом Верховного Совета РСФСР -го созыва.
Умер в селе Ермаково в 2014 году.